# 第116独立領土防衛旅団 (ウクライナ領土防衛隊)
第116独立領土防衛旅団（だい116どくりつりょうどぼうえいりょだん、ウクライナ語: 116-та окрема бригада територіальної оборони）は、ウクライナ領土防衛隊の旅団。北部作戦管区隷下。

## 概要

### ドンバス戦争

ポルタヴァ州旗

2018年6月25日、ドンバス戦争の影響に伴い、ウクライナ領土防衛隊の動員が開始され、ポルタヴァ州で創設された。

### ロシアのウクライナ侵攻
2022年2月24日、ロシアのウクライナ侵攻で北部スームィ州と接する中部ポルタヴァ州に配備され、スームィ州との州境を防御していたが、26日にロシア軍が侵入し、10日間の激闘の末に撃退した。

#### 北部・スームィ戦線

第116旅団旗

2022年3月、ロシアと国境を接する北部スームィ州に再配置され、友軍の救援で攻勢を開始し、3月末にロシア軍をスームィ方面から撃退した。

#### 東部・バフムート戦線
2023年1月、激戦地の東部ドネツィク州バフムート地区に再配置され、バフムート北のソレダル方面を防御した。

#### 東部・アウディーイウカ戦線
2023年4月、東部ドネツィク州ポクロウシク地区に再配置され、10月までアウディーイウカ方面を防御した。2024年2月に第79独立空中強襲旅団の救援でマリンカ方面に展開した。

## ギャラリー

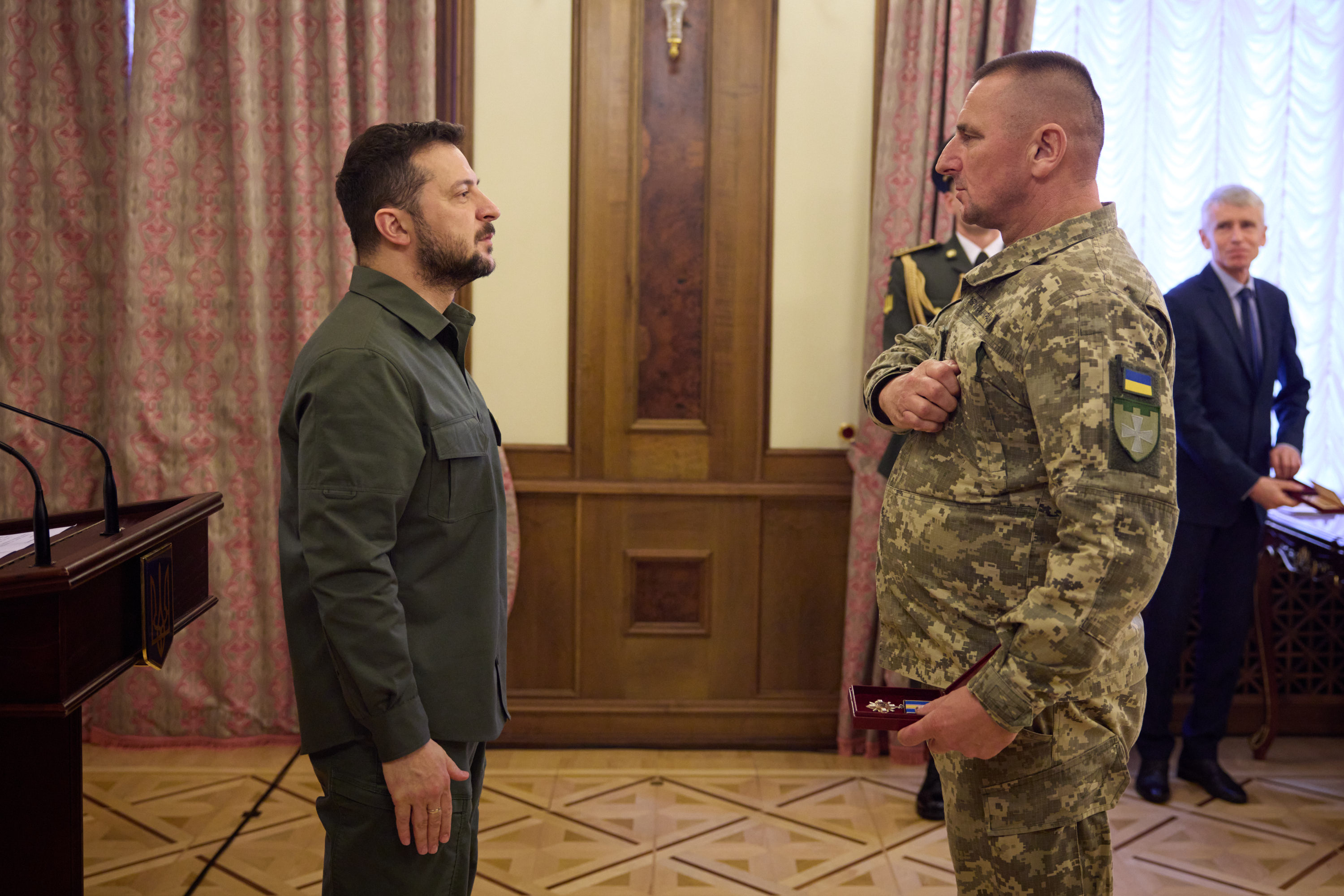

## 編制
- 旅団司令部（ポルタヴァ）
- 第144独立領土防衛大隊（ポルタヴァ）
- 第145独立領土防衛大隊（クレメンチューク）
- 第146独立領土防衛大隊（ハーデャチ）
- 第147独立領土防衛大隊（ルブヌィ）
- 第148独立領土防衛大隊（ミルホロド）
- 第149独立領土防衛大隊（ロフヴィツャ）

- 火力支援中隊
- 迫撃砲中隊
- 対破壊工作中隊
- 戦闘・後方支援隊
- 衛生隊